# I bucanieri
I bucanieri (The Buccaneer) è un film in Technicolor e in VistaVision del 1958 diretto da Anthony Quinn, il solo film che l'attore firmò come regista.

## Trama
Nel 1812 si fronteggiano inglesi e americani in guerra per il possesso di New Orleans. Il generale Andrew Jackson non disdegna di trovare aiuto nella flotta messa insieme dal pirata Jean Lafitte, ravveduto dall'amore per una dama aristocratica. In cambio della sua partecipazione alla guerra, Lafitte ottiene la libertà per sé e per i suoi uomini, colpevoli di delitti e di azioni corsare. 
Il pirata aiuta valorosamente a sconfiggere gli inglesi sbarcati e in fase di attacco verso la città, è oggetto di grandi onori e si accinge a sposare Annette, figlia del Governatore. Per caso, tuttavia, si scopre che gli uomini di Lafitte avevano abbordato anche una nave americana, provocandone l'affondamento e la morte di una sorella di Annette. Lafitte perciò rischia il linciaggio, ma Jackson comunque mantiene la promessa: facendo valere i suoi meriti non comuni di combattente, non lo fa arrestare e gli salva la vita. Il pirata può andarsene, solo e con la sua nave.

## Produzione
Cecil B. DeMille doveva curare questa nuova versione de I filibustieri, suo film del 1938, ma si ammalò. Così affidò la regia al genero (Quinn all'epoca era sposato con Katherine DeMille), che nel film precedente aveva sostenuto la parte di Beluche, mentre come produttore scelse il suo vecchio amico Henry Wilcoxon, attore in numerosi suoi film e già aiuto-regista. DeMille supervisionò il lavoro di entrambi e apparve nel film in un prologo di presentazione.
Douglass Dumbrille apparve in ambedue le versioni: nel primo film, nel ruolo del governatore William Claiborne, nel secondo, nelle vesti di un funzionario del porto.
Charlton Heston aveva già interpretato il personaggio di Andrew Jackson cinque anni prima in Schiava e signora di Henry Levin.

## Riconoscimenti
Il film ottenne una candidatura all'Oscar ai migliori costumi.